# Пёла
Пёла (нем. Pöhla) — посёлок в Германии, в земле Саксония. Подчинён административному округу Кемниц. Входит в состав района Рудные Горы (район Германии). Население 1286 чел. Занимает площадь 11,79 км². Официальный код района 14 1 91 240.
Община подразделяется на 2 сельских округа.

## Фотографии

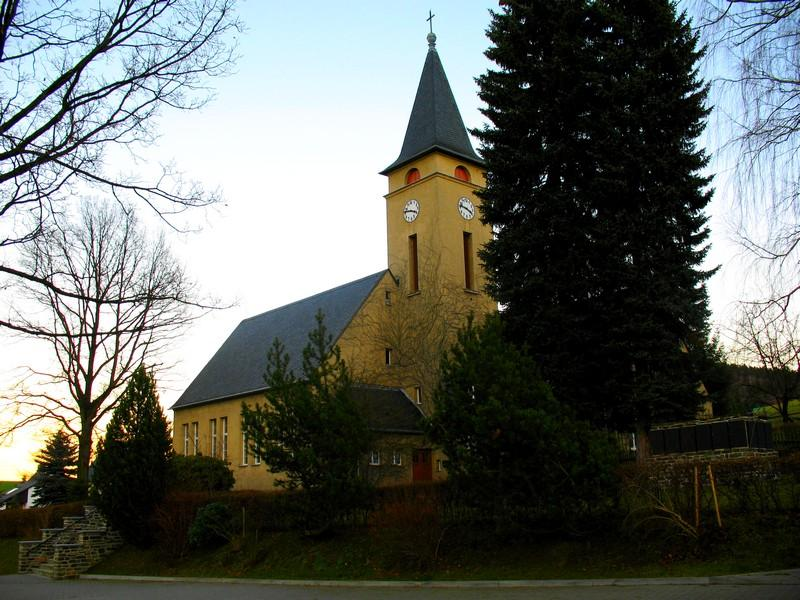
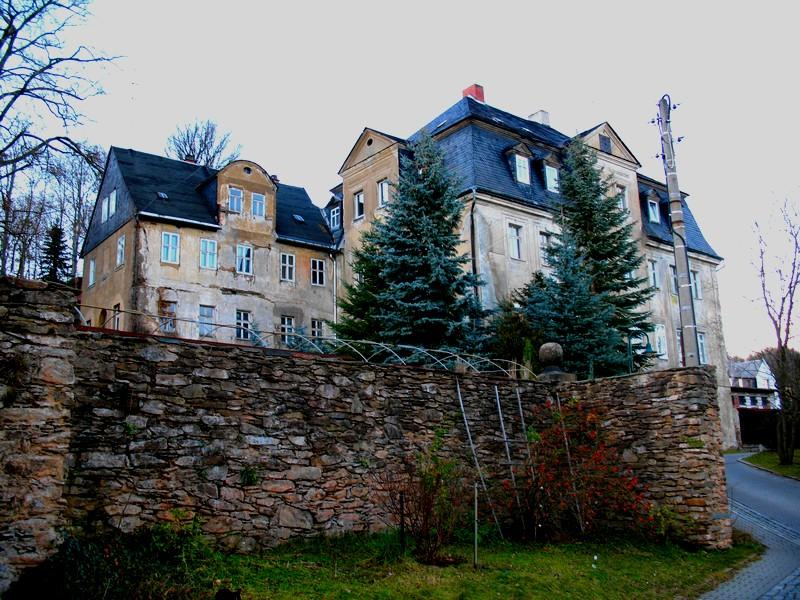

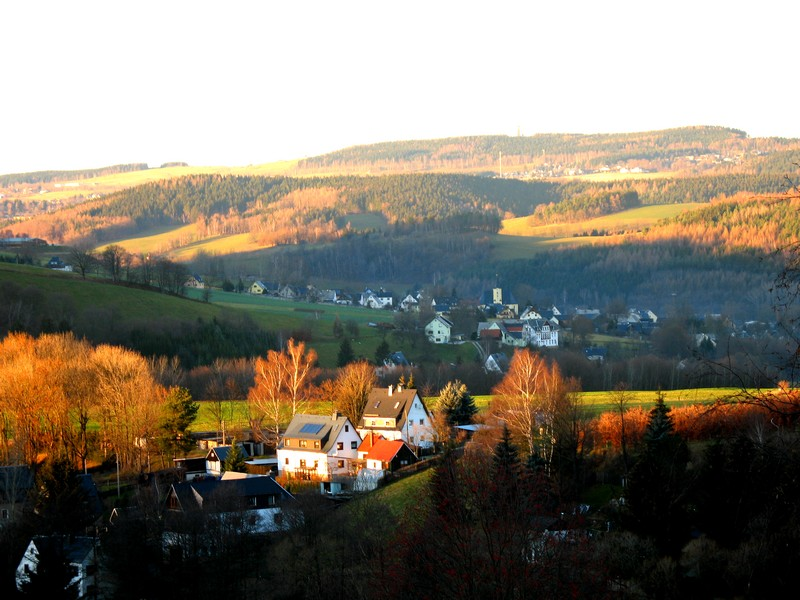
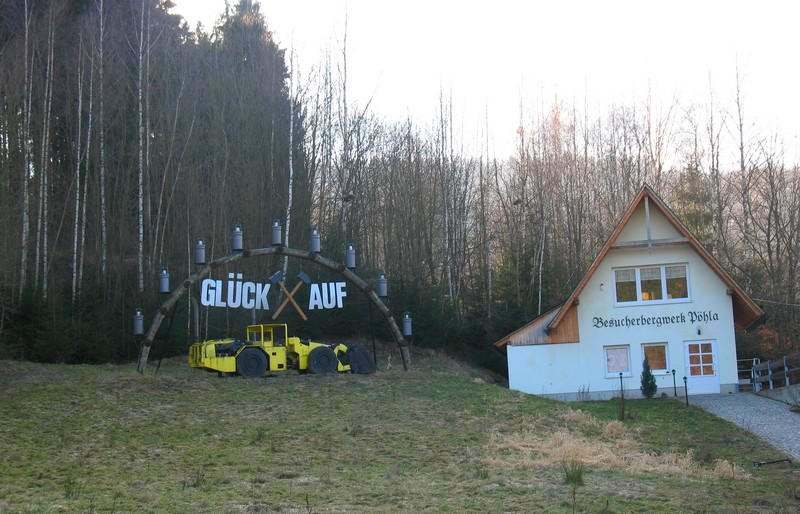